# 신지현
신지현(申智現, 1995년 9월 12일~)은 대한민국의 농구 선수이다. 한국여자프로농구(WKBL) 인천 신한은행 에스버드 소속으로 포지션은 콤보 가드이다.

## 어린 시절과 아마추어 경력
서울특별시 서대문구 출신으로 서울 선일초등학교때 농구를 시작했다. 선일여자중학교 3학년 때 협회장기 동주여자중학교와의 결승전에서 22득점, 7리바운드, 5어시스트를 기록하면서 팀을 우승으로 이끌었고 대회 최우수 선수에도 선정된다.

## 프로 경력

### 하나원큐
2013년 11월 6일에 열린 2014 WKBL 신입선수 선발회에서 전체 1순위로 부천 하나외환에 지명되었다. 174cm의 신장에 신인답지 않은 과감한 플레이를 여럿 보여주면서 기대를 많이 받았다. 그해 2013-2014 시즌에 신인왕 강력한 후보였으나, 신인왕은 같은 팀의 김이슬이 수상하게 되었다.

### 신한은행
2024년 4월 24일 진안의 FA 보상으로 지목되어 BNK로 이적 하루 만에 박성진과 변소정의 트레이드로 신한은행으로 이적하게 되었다.

## 국가대표팀 경력
신지현은 2014 FIBA 여자농구 월드컵 국가대표로 선출된 바 있다.
2020 도쿄 올림픽 대표에도 포함되었다.